# Megan Hilty
Megan Kathleen Hilty (Bellevue; 29 de marzo de 1981) es una actriz y cantante estadounidense, conocida principalmente por sus interpretaciones en Broadway. Hilty debutó en Broadway en 2004, interpretando a Glinda, la bruja buena en el musical Wicked. Es también conocida por su actuación en Noises Off por la cual fue nominada en los premios Tony, y su papel como Ivy Lynn en la serie de drama musical Smash, en la que cantó «Let Me Be Your Star» y recibió una nominación al premio Grammy.

## Carrera
Hilty hizo su debut en Broadway en agosto de 2004 como suplente, interpretando el papel de Glinda en Wicked. En mayo de 2005, ella asumió ella sucedió a Jennifer Laura Thompson, interpretando a Glinda hasta mayo de 2006 cuando fue reemplazada por Kate Reinders. Hilty retomó su papel entre septiembre y diciembre de 2006 para la primera gira de Wicked.
En 2009 protagonizó junto a Allison Janney, Stephanie J. Block y Marc Kudisch una adaptación musical de la película homónima de 1980, 9 to 5. Hilty interpretó a Doralee Rhodes, recibiendo nominaciones por su rol tanto en los Drama Desk como en los Outer Critic Circle en la categoría «mejor actriz en un musical».
En 2011, se anunció que participaría en la serie de drama musical de NBC, Smash, junto a Debra Messing, Anjelica Huston y Brian d'Arcy James. En mayo de 2012, interpretó a Lorelei Lee en Gentlemen Prefer Blondes, su interpretación recibió aclamación de la crítica y The New York Times la calificó a la par de Marilyn Monroe. El 12 de marzo de 2013, Hilty lanzó su primer álbum It Happens All Time.
En noviembre de 2021, se anunció que Hilty interpretaría a Lily St. Regis en Annie Live! de NBC, reemplazando a Jane Krakowski, quien se retiró del programa después de contagiarse de COVID-19.